# Harlan County (Nebraska)
Harlan County ist ein County im Bundesstaat Nebraska der Vereinigten Staaten von Amerika. Der Verwaltungssitz (County Seat) ist Alma, das nach der Tochter von N.P. Cook benannt wurde, einem frühen Siedler in dieser Gegend.

## Geographie
Das County liegt im Süden von Nebraska, grenzt an Kansas und hat eine Fläche von 1487 Quadratkilometern, wovon 55 Quadratkilometer Wasserfläche sind. Es grenzt in Nebraska im Uhrzeigersinn an folgende Countys: Phelps County, Kearney County, Franklin County und Furnas County.

## Geschichte
Harlan County wurde 1871 gebildet. Benannt wurde es nach einem Neffen des US-Senators James Harlan.
Vier Bauwerke, darunter drei Brücken, des Countys sind im National Register of Historic Places eingetragen (Stand 11. Februar 2018).

## Demografische Daten

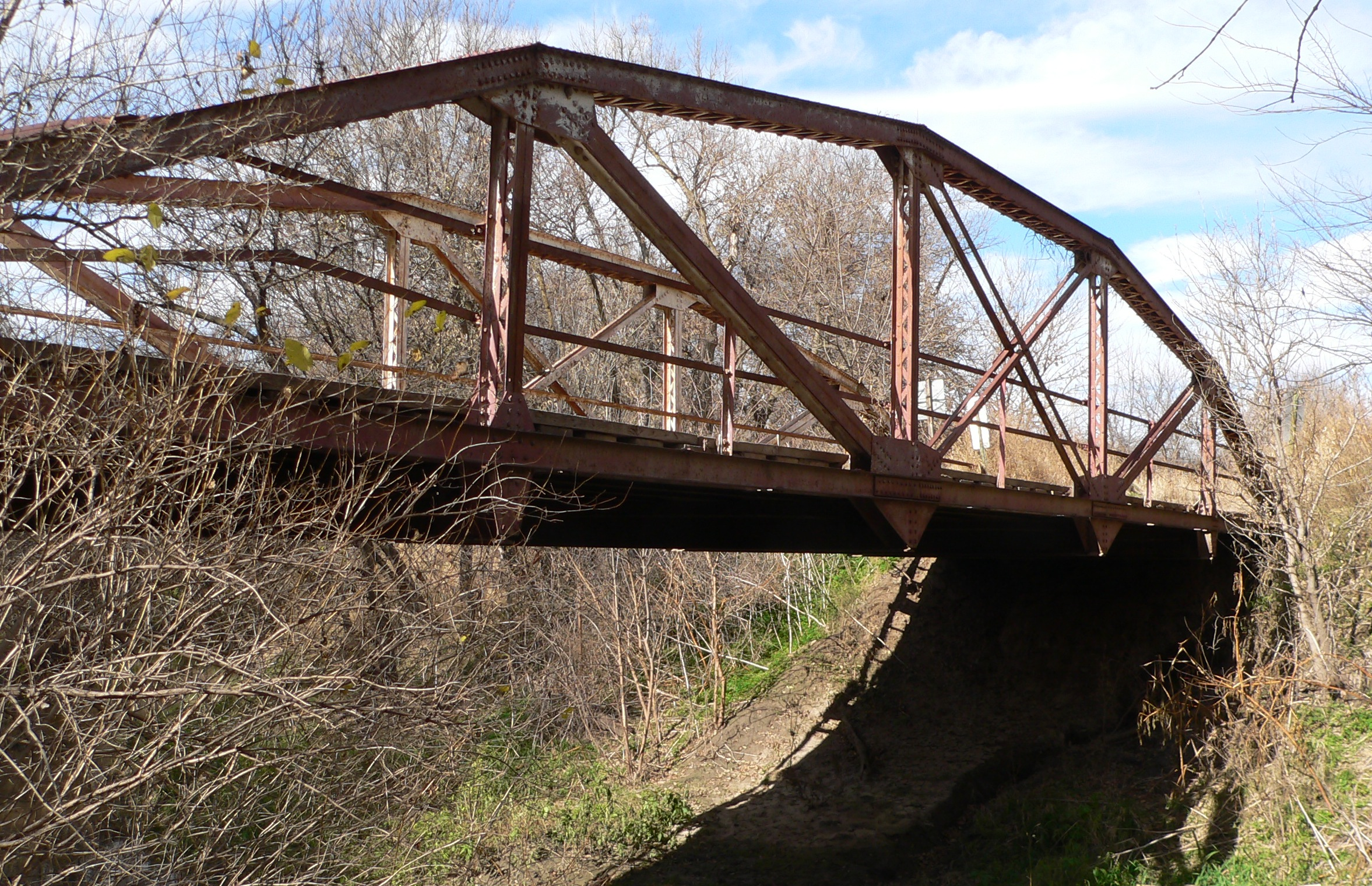
Prairie Dog Creek Bridge, gelistet im NRHP

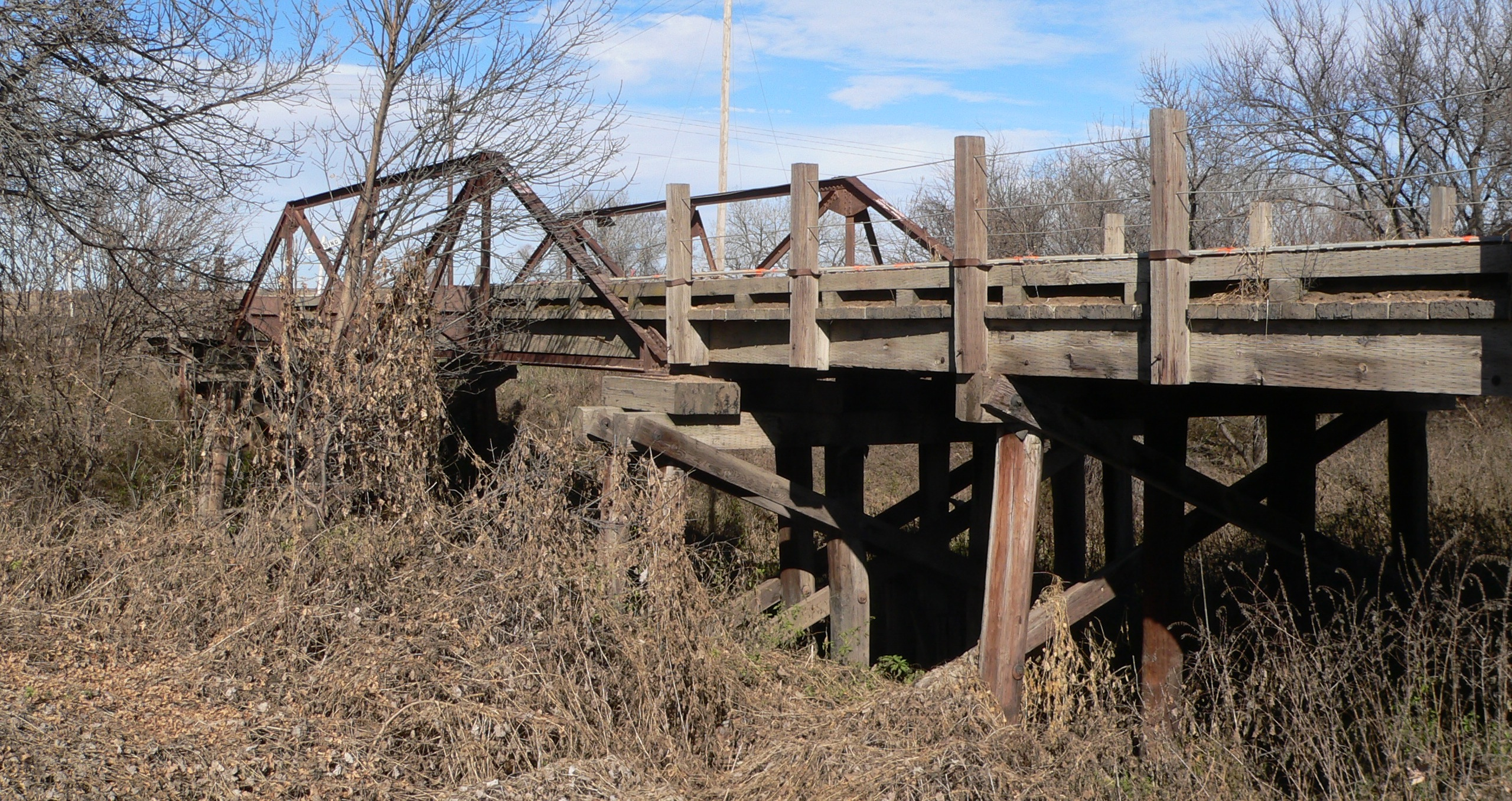
Sappa Creek Bridge, gelistet im NRHP

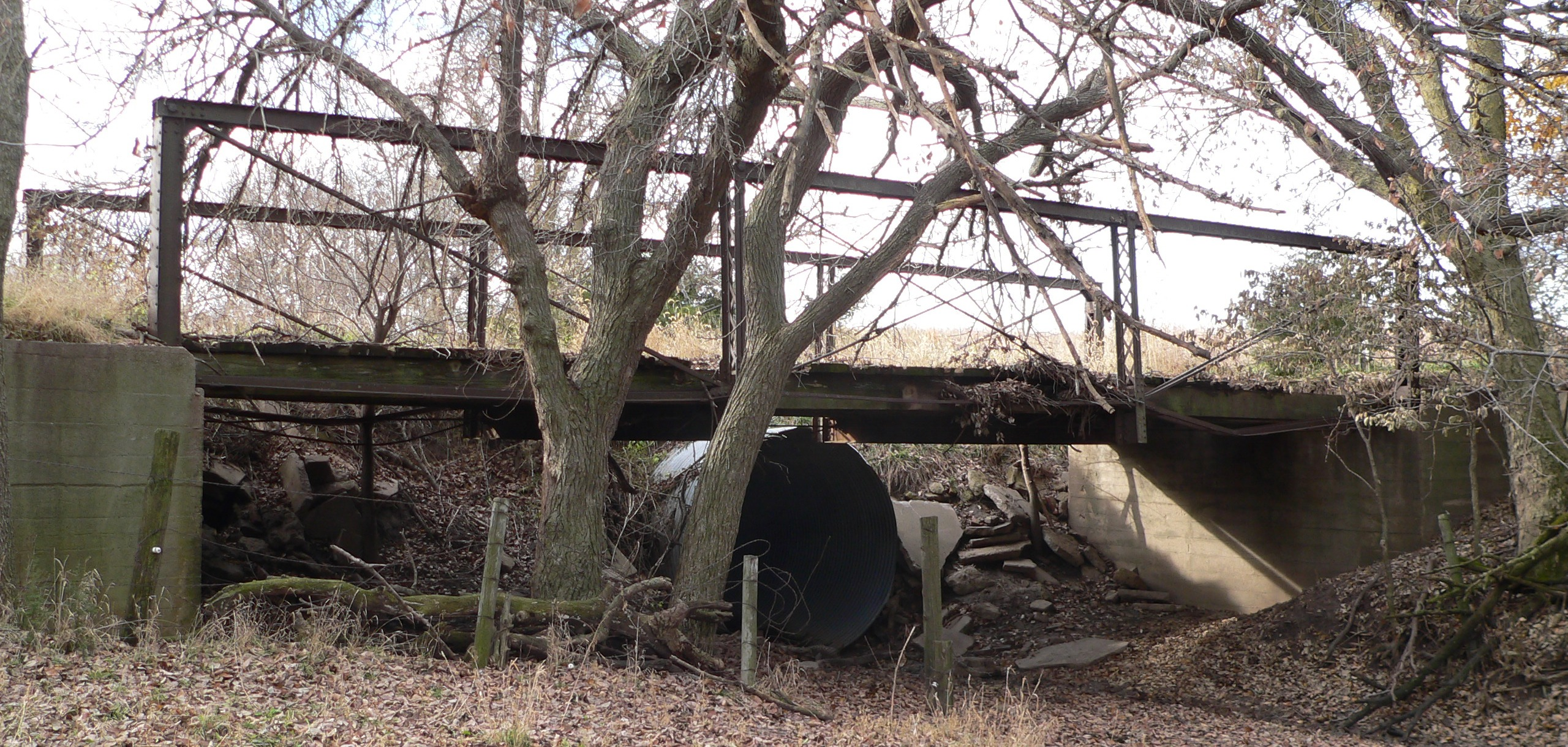
Turkey Creek Bridge, gelistet im NRHP

Nach der Volkszählung im Jahr 2000 lebten im Harlan County 3786 Menschen in 1597 Haushalten und 1049 Familien. Die Bevölkerungsdichte betrug 3 Einwohner pro Quadratkilometer. Ethnisch betrachtet setzte sich die Bevölkerung zusammen aus 98,86 Prozent Weißen, 0,13 Prozent Afroamerikanern, 0,11 Prozent amerikanischen Ureinwohnern, 0,08 Prozent Asiaten, 0,03 Prozent Bewohnern aus dem pazifischen Inselraum und 0,16 Prozent aus anderen ethnischen Gruppen; 0,63 Prozent stammten von zwei oder mehr Ethnien ab. 0,77 Prozent der Bevölkerung waren spanischer oder lateinamerikanischer Abstammung.
Von den 1597 Haushalten hatten 25,7 Prozent Kinder und Jugendliche unter 18 Jahre, die bei ihnen lebten. 59,0 Prozent waren verheiratete, zusammenlebende Paare, 4,3 Prozent waren allein erziehende Mütter, 34,3 Prozent waren keine Familien, 30,8 Prozent waren Singlehaushalte und in 16,7 Prozent lebten Menschen im Alter von 65 Jahren oder darüber. Die Durchschnittshaushaltsgröße betrug 2,34 und die durchschnittliche Familiengröße lag bei 2,93 Personen.
Auf das gesamte County bezogen setzte sich die Bevölkerung zusammen aus 24,2 Prozent Einwohnern unter 18 Jahren, 5,0 Prozent zwischen 18 und 24 Jahren, 21,6 Prozent zwischen 25 und 44 Jahren, 26,2 Prozent zwischen 45 und 64 Jahren und 23,0 Prozent waren 65 Jahre alt oder darüber. Das Durchschnittsalter betrug 44 Jahre. Auf 100 weibliche Personen kamen 98,0 männliche Personen. Auf 100 Frauen im Alter von 18 Jahren oder darüber kamen statistisch 96,8 Männer.
Das jährliche Durchschnittseinkommen eines Haushalts betrug 30.679 USD, das Durchschnittseinkommen der Familien betrug 36.875 USD. Männer hatten ein Durchschnittseinkommen von 27.580 USD, Frauen 18.411 USD. Das Prokopfeinkommen betrug 15.618 USD. 7,0 Prozent der Familien und 10,1 Prozent der Bevölkerung lebten unterhalb der Armutsgrenze. Davon waren 14,4 Prozent Kinder oder Jugendliche unter 18 Jahre und 9,1 Prozent waren Menschen über 65 Jahre.

## Orte im County
- Alma
- Flynn Junction
- Huntley
- Mascot
- Orleans
- Oxford
- Oxford Junction
- Ragan
- Republican City
- Stamford

Townships
- Albany Township
- Alma Township
- Antelope Township
- Eldorado Township
- Emerson Township
- Fairfield Township
- Mullally Township
- Orleans Township
- Prairie Dog Township
- Republican City Township
- Reuben Township
- Sappa Township
- Scandinavia Township
- Spring Grove Township
- Turkey Creek Township
- Washington Township